# Tuneiras do Oeste
Tuneiras do Oeste este un oraș în Paraná (PR), Brazilia.